# O Kanafáskovi
O Kanafáskovi je český animovaný televizní seriál z roku 2002, jehož první série byla poprvé vysílaná v rámci večerníčku v listopadu roku 2004. Následně byly natočeny další dvě série, druhá v roce 2006 a třetí v roce 2008.
Námět připravila Galina Miklínová. Eva Papoušková a Pavel Šrut zpracovali scénář, přičemž Galina Miklínová zejména po technické stránce. Režii měla na starosti Galina Miklínová. Hudbu zkomponoval Petr Ostrouchov, za kamerou stál Zdeněk Kovář. Seriál namluvil Jaroslav Dušek. Bylo natočeno celkem 26 epizod, v délce mezi cca 9 až 10 minut.

## Synopse
Seriál vypráví příběh o přátelství malého chlapce Jonáše a jeho věrného kamaráda, kterým není nikdo jiný než v noci „oživlá“ peřina Kanafásek…

## Seznam dílů

### První řada
1. Jak se potkali
2. Jak byli zvědaví
3. Jak hráli fotbal
4. Jak sháněli panenku
5. Jak trhali zub
6. Jak hledali bráchu
7. Jak přáli k narozeninám

### Druhá řada
1. Jak byli na pouti
2. Jak se vsadili
3. Jak chytali bobra
4. Jak závodili
5. Jak byli mrňaví
6. Jak hledali kočku

### Třetí řada
1. Jak šli do školy
2. Jak letěli do nemocnice
3. Jak spolu plachtili
4. Jak nespali v knihovně
5. Jak spolu skákali
6. Jak sháněli dárek
7. Jak hledali tatínka
8. Jak zachránili křečka
9. Jak jezdili na koni
10. Jak jeli ve vlaku
11. Jak byli v divadle
12. Jak sháněli pejska
13. Jak se spolu loučili

## Další tvůrci
- Technický scénář: Galina Miklínová
- Animace: Miroslav Zachariáš, Michaela Tyllerová, Hana Petrová
- Výtvarník: Galina Miklínová
- Zpěv: Jaroslav Dušek
- Text písně: Eva Papoušková, Galina Miklínová